# 국가행정조직법
국가행정조직법(国家行政組織法)은 일본의 국가행정기관의 설치 및 조직을 규정하는 법률이다.

## 개요
일본의 행정기관은 국가행정조직법에 근거한 각 성의 설치법에 의하여 설치된다. 행정기관의 순서는 본법의 별표1을 따른다. 국가행정조직법은 각 성의 하부조직인 내부부국, 심의회 등, 외국 등을 규정하고 있다. 다만, 그 정확한 명칭은 각 성 설치법이나 그 하위 법령인 정령, 성령 등에서 규정하고 있다.

## 구성
- 제1조: 목적
- 제2조: 조직의 구성
- 제3조 ~ 제4조: 행정기관의 설치, 폐지, 임무 및 소관 업무
- 제5조 ~ 제6조: 행정기관의 장
- 제7조: 내부부국
- 제8조: 심의회 등
- 제8조의2: 시설 등 기관
- 제8조의3: 특별기관
- 제9조: 지방지분부국
- 제10조 ~ 제15조: 행정기관의 장의 권한
- 제16조: 부대신
- 제17조: 대신정무관
- 제18조: 사무차관 및 청의 차장 등
- 제19조: 비서관
- 제20조: 관방 및 국의 소관에 속하지 않는 사무를 관장하는 직 등
- 제21조: 내부부국의 직
- 제22조: 현업의 행정기관에 관한 특례
- 제23조 ~ 제24조: 관방 및 국의 수
- 제25조: 국회에의 보고

## 같이 보기
- 일본의 행정기관
- 정부조직법